# Nickelodeon Arabië
Nickelodeon Arabië was een Arabische televisiezender, in de Arabische taal. Er werden vooral cartoons op uitgezonden en was onderdeel van Nickelodeon internationaal. 

## Programmering

### Nicktoons
- SpongeBob SquarePants
- Chalkzone
- Catdog
- As Told by Ginger
- My Life as a Teenage Robot
- Rugrats
- Kappa Mikey
- Jimmy Neutron
- Hey Arnold!
- Danny Phantom
- Catscratch
- Avatar: The Last Airbender
- The Wild Thornberry's
- Tillie's Fun

### TEENick
- Unfabulous
- Drake & Josh
- Just Jordan

### Nick jr
- Dora the Explorer
- The Wonder Pets
- Oobi

### Eigen shows
- Jametna
- Shoof Kids
- Catch Match